# Museo Arqueológico del Soconusco
El Museo Arqueológico del Soconusco ofrece una muestra de aspectos de la historia prehispánica de Soconusco, construido en un principio como presidencia municipal. Su arquitectura presenta una fuerte influencia del estilo art decó. La zona del Soconusco fue donde se establecieron grandes culturas como la maya, la olmeca y la azteca sin mencionar el tipo de comercio que tenía con lo que antes fue Mesoamérica por lo cual el museo cuenta con grandes atracciones históricas sobre lo que trató la época de cada una de estas culturas en este lugar. 

## Temáticas y salas del museo
El museo cuenta con monolitos y estelas del sitio arqueológico de Izapa. La temática central de este museo es la historia prehispánica de esta región.
Las salas con las que cuenta el museo, son:
1. Estelas. Estelas y monolitos pertenecientes a Izapa.
2. Primeros pobladores o mokayas. Se muestran objetos hallados en concheros.
3. Olmeca. Se muestras aspectos de la cultura Olmeca y su paso por Soconusco.
4. Izapa. En esta sala se exhiben estelas y objetos de esta zona arqueológica.
5. Mexica. Se muestra el dominio de los aztecas y la manera en como fueron ofrecidos los pueblos del Soconusco.[3]